# بغمليخ
بغمليخ قرية سورية تتبع منطقة الشيخ بدر في محافظة طرطوس الساحلية، تبعد حوالي 30 كم شمال شرق مدينة طرطوس و13 كم جنوب مدينة الشيخ بدر و18 كم شمال غرب مدينة دريكيش، تتوضع القرية في سلسلة الجبال الساحلية السورية التي حملت أسماء متعددة عبر تاريخها، يعتقد أن أول اسم عرفت به هذه الجبال هو (جبال براغا) خلال العهد الكنعاني منذ أواخر الألف الثالث قبل الميلاد، وربما استمرت هذه التسمية في العصر الآرامي وفترة الغزو الآشوري والبابلي ثم الفارسي والإغريقي والروماني (مع تعديلات طفيفة على اللفظ) حتى ما قبل الغزو العربي الإسلامي لسوريا حيث عرفت في العصر الإسلامي بجبال النصيرة أو النصيرية نسبة إلى الاسم القديم للطائفة العلوية التي تشكل غالبية سكان هذه الجبال (البعض يربط اسم النصيرية بالنصارى وهم طائفة مسيحية قديمة منقرضة كان لها حاضرة على السفوح الشرقية لهذه الجبال)، بعد سقوط الدولة العثمانية شاع اسم (جبال العلويين) إلى أن قامت الحكومة السورية لاحقاً بالحد من استخدام هذه التسمية مستعيضة عنها بـ(جبال اللاذقية) أو (المرتفعات الساحلية).
يتوزع سكان قرية بغمليخ بين الطائفة العلوية وطائفة الروم الأرثوذكس، أما المظاهر الدينية فهي أساساً عبارة عدد من المزارات الدينية العلوية إضافة إلى جامع صغير وكنيسة صغيرة.
بسبب طبيعتها الجبلية فإن ارتفاعها يتراوح بين 500 إلى 750 متراً عن سطح البحر كما تتمتع بصيف معتدل وشتاء بارد وتساقط للثلوج وهطول مطري عالٍ يصل إلى 1500 ملم سنوياً.
أصل اسم القرية فينيقي وتعني السفح العالي المشرف على مساحة كبيرة، وكالغالبية الساحقة من قرى وبلدات سوريا التي تحمل أسماء غير عربية (سريانية - كنعانية - آمورية) تعود إلى زمن يسبق العصر العربي الإسلامي بكثير، وقد عملت الحكومة السورية طويلاً على تعريب بعض أسماء القرى والبلدات في محاولة منها لفرض القومية العربية على السوريين وإلغاء الثقافة ما قبل العربية من ذاكرة الناس، وقد فشلت هذه الخطة فشلاً ذريعاً (باستثناءات نادرة) بسبب رفض الناس استعمال الأسماء العربية الجديدة، وبذلك تمكنت معظم البلدات والقرى من الحفاظ على أسمائها التاريخية العريقة، ومنها بغمليخ.
‌